# AIBAプレジデントカップ国際トーナメント
AIBAプレジデントカップ国際トーナメント（英: AIBA President Cup International Tornament）は、国際ボクシング協会 (AIBA) が主催するボクシングの国際大会である。会長杯とも呼ばれる。

## 歴史
2007年の呉経国のAIBA会長就任を記念して設けられた新しい大会である。第1回は2008年に呉会長の母国である台湾の台北で開かれた。
第2回は2009年にアゼルバイジャン・バクーで開かれ、大陸別対抗戦も兼ねて行われた。
なお、インドネシアにおいて「プレジデントカップ」と呼ばれる国際アマチュアボクシング大会が開かれているが、正しくは「インドネシア大統領杯国際ボクシングトーナメント」というまったく別の大会であり、歴史もAIBAより古い。

## 開催地
| 回 | 年     | 開催地                        | 開催期間       |
| -- | ------ | ----------------------------- | -------------- |
| 1  | 2008年 | 台北（ チャイニーズタイペイ） | 5月25日 - 31日 |
| 2  | 2009年 | バクー（ アゼルバイジャン）   | 12月8日 - 11日 |
|    | 2013年 |                               | 12月           |